# 한국영상자료원

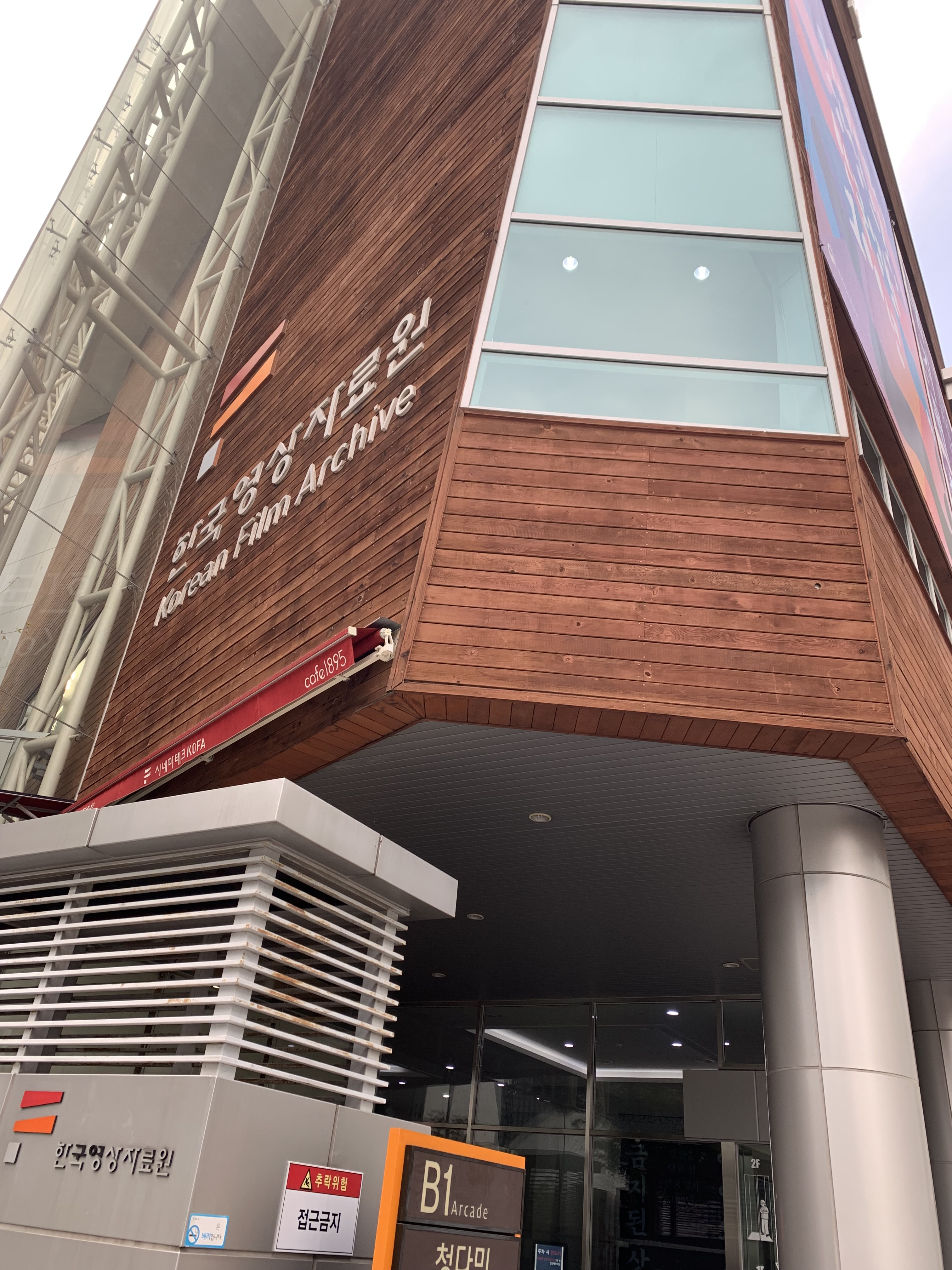
한국영상자료원

한국영상자료원(韓國映像資料院, Korean Film Archive)은 영화 및 영상 자료를 수집, 보존, 복원하고 이것을 학계와 일반이 활용할 수 있도록 서비스를 제공하는 공공 기록관이다. 문화체육관광부 산하 기타공공기관으로 지정되어 있으며 서울특별시 마포구 월드컵북로 400(상암동 DMC단지 1602)에 위치하고 있다.

## 설립 근거
- 영화 및 비디오물의 진흥에 관한 법률[2]

## 발자취
1974년 재단법인 "한국 필름 보관소"로 서울 중구 남산동에 설립되어 1990년 서초동으로 이전하였으며, 1991년부터 재단법인 "한국 영상 자료원"으로 명칭을 변경하였다. 2002년에 영화 진흥법에 근거한 특수법인으로 개편되었다. 2007년 5월 서울 마포구 상암동에 자체 청사를 지어 이전하였으며, 이듬해 5월에 정식으로 재개관하였다. 필름 등 자료 보존을 위해 항온항습 설비를 갖춘 보존고 및 복원 설비, 영화 상영 및 시사 서비스를 제공하는 시네마테크, 영화 관련 자료의 전시를 통해 한국 영화사를 조명하는 영화 박물관, 비디오, 도서, 영화 각본, 논문 등을 열람할 수 있는 영상 자료실 등으로 이루어져 있다. 국제영상자료원연맹(International Federation of Film Archives, FIAF) 정회원으로, 2002년에 연맹 총회를 서울에서 개최한 바 있다. 대한민국 문화체육관광부 산하에 소속된 문화서비스 공공기관이다.

## 조직

### 한국영상자료원장
- 이사회
- 감사

#### 사무국장
- 정책기획팀
- 경영지원팀
- 수집카탈로깅팀
- KOFA 서비스팀
- 영상복원팀
- 보존관리팀
- 학예연구팀

## 부대 시설

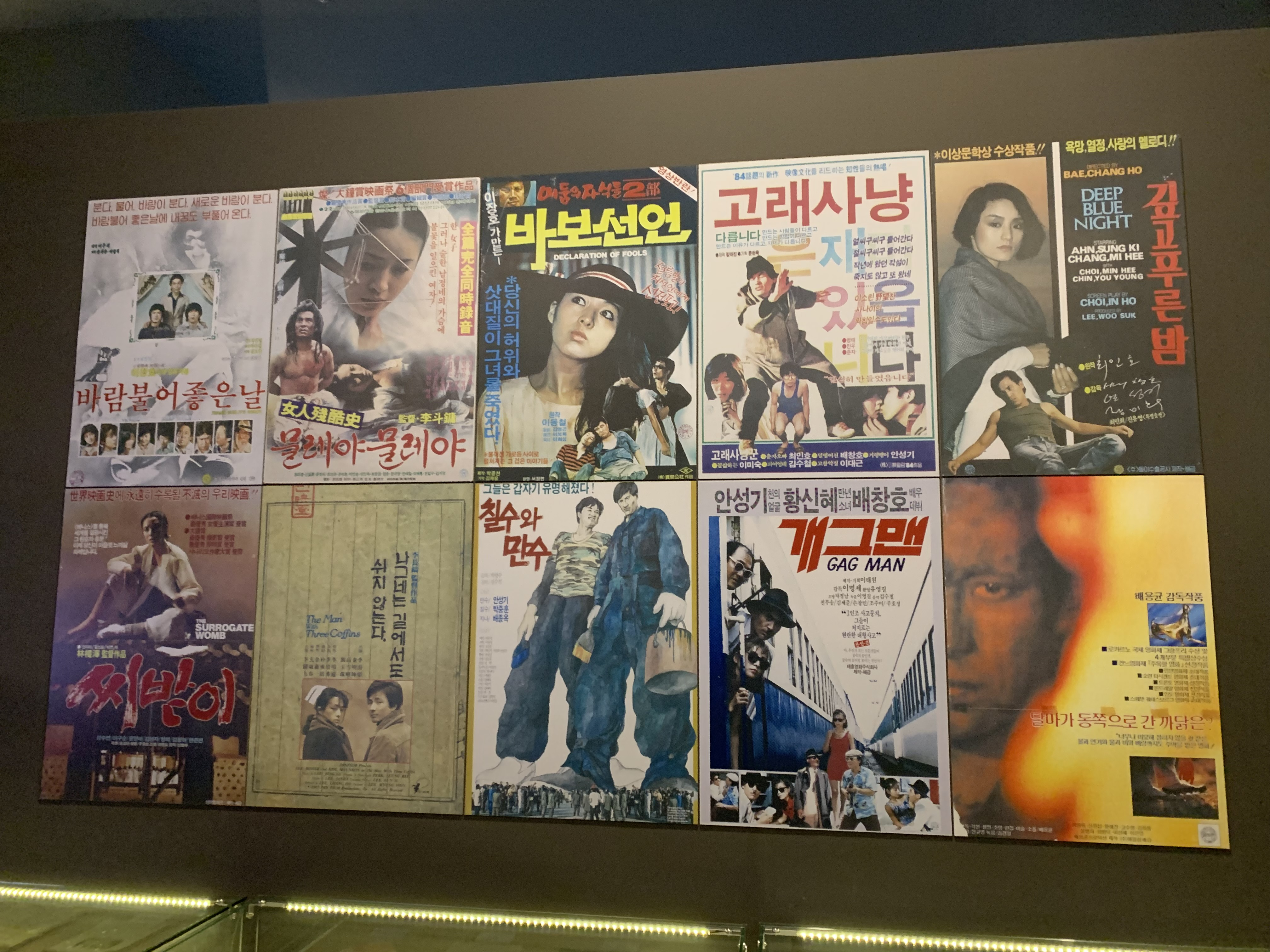
한국영상자료원에 전시된 영화 포스터

- 한국영화박물관
- 영상도서관
- 시네마테크 KOFA
- 한국영화데이터베이스(KMDb)

## 관련 TV 프로그램
- KBS 《다큐멘터리 3일》 (2019.11.8 방송)

## 같이 보기
- 시네마테크
- 영화진흥위원회